# ياسمين (موسيقية)
ياسمين (بالإنجليزية: Yasmin)‏ هي دي جيه وكاتبة غنائية وموسيقية بريطانية، ولدت في 21 ديسمبر 1988 في مانشستر في المملكة المتحدة.

## وصلات خارجية
- الموقع الرسمي
- ياسمين على موقع ميوزك برينز (الإنجليزية)
- ياسمين على موقع أول ميوزيك (الإنجليزية)
- ياسمين على موقع ديسكوغز (الإنجليزية)